# گان هوم (بازی ویدئویی)
گان هوم (به انگلیسی: Gone Home) یک بازی ویدئویی اول شخص در سبک ماجراجویی و اکتشاف است که توسط فول‌برایت کمپانی ساخته و عرضه شده است. این بازی ابتدا در اوت ۲۰۱۳، برای مایکروسافت ویندوز، مک‌اواس و لینوکس منتشر شد، به دنبال آن نسخهٔ کنسول‌های پلی‌استیشن ۴ و ایکس‌باکس وان در ژانویه ۲۰۱۶، نینتندو سوئیچ در سپتامبر ۲۰۱۸، و آی‌اواس در دسامبر ۲۰۱۸، در دسترس قرار گرفتند.
تمرکز داستان بازی بر روی کشف ماجرایی است که در گدشته در خانه‌ای روستایی واقع در ایالت اورگن رخ داده است.